# Amar Mokrane
Pour les articles homonymes, voir Mokrane.
Amar Mokrane, né le 5 juin 1941 à Boukhelifa, est un homme politique algérien. Membre du Front de libération nationale, il est député de la première circonscription électorale de la wilaya de Béjaïa au cours de la troisième législature (1987-1992).

## Biographie
Amar Mokrane rejoint les rangs de l'ALN en 1956 et il en est sous-officier à l'indépendance de l'Algérie, en 1962. Sous-officier de l'ANP de 1962 à 1963, il est ensuite enseignant de 1963 à 1988.
Il est marié et père de cinq enfants.